# A vörös bolygó (film)
A vörös bolygó (eredeti cím: Red Planet) 2000-ben bemutatott amerikai sci-fi, amely az emberiség első küldetését képzeli el a Marsra, a titokzatos vörös bolygóra. A film a kritikusoknál leszerepelt, anyagilag megbukott.

## Cselekmény
|  | Alább a cselekmény részletei következnek! |

2055-re a Föld túlnépesedett, veszélyes mértékben csökkentek az élelmiszer-tartalékok. Az emberiség túlélésének megoldásává a Mars bolygó gyarmatosítása vált. Éppen ezért már korábban űrszondákkal oxigéntermelő algákat telepítettek oda. Egy tudósokból és szakértőkből álló expedíció indult hosszú űrutazásra a Marsra, hogy ott próbáljanak megfelelő táplálékot találni az emberiség számára.
A felfedező csapat tagjai: Bowman kapitány, a parancsnok (Carrie-Anne Moss), a genetikus Dr. Burchenal (Tom Sizemore), a pilóta Santen (Benjamin Bratt), két tudós: Pettengill (Simon Baker) és Chantillas (Terence Stamp), a műszaki mérnök Gallagher (Val Kilmer).
Egy hatalmas napkitörés által okozott károk következtében kialakult vészhelyzet miatt Bowman kapitány az űrhajón maradt. A katasztrófa bekövetkeztekor volt még annyi ideje, hogy a többieket a leszállóegységgel elindítsa a Mars felé. Amikor a kutatók megérkeztek a bolygóra, távol a kutatóbázistól értek talajt. Nekivágtak az óriási vörös sivatagnak, hogy megkeressék a zöld algamezőket.
Az expedíciót segítette még AMEE is, az amerikai hadsereg által kifejlesztett speciális robot-navigátor, ám a gépezet a leszállóegység földet érésekor megsérült, és harci üzemmódra váltott. Ezután a földi embereket is potenciális ellenségének tekintette. A korábban hűséges, termetes „kiskutya” a meghibásodás után gyilkológépként levadászta a legénység tagjait. Az expedíció túlélői a történet végén azzal is szembesültek, hogy a kietlen és kopár Mars nem lakatlan.
|  | Itt a vége a cselekmény részletezésének! |

## Szereplők
| Szerep                                | Színész          | Magyar hang           |
| ------------------------------------- | ---------------- | --------------------- |
| Kate Bowman kapitány                  | Carrie-Anne Moss | Román Judit           |
| Robby Gallagher                       | Val Kilmer       | Széles László         |
| Dr. Quinn Burchenal                   | Tom Sizemore     | Harmath Imre          |
| Ted Santen hadnagy                    | Benjamin Bratt   | Bede-Fazekas Szabolcs |
| Chip Pettengil                        | Simon Baker      | Görög László          |
| Dr. Bud Chantilas                     | Terence Stamp    | Székhelyi József      |
| Űrruha géphang                        | Neil Ross        | Bognár Tamás          |
| Lucy, az űrhajó számítógépének hangja | ?                | Kerekes Viktória      |